# Anyátlanok
Az Anyátlanok (japánul: 誰も知らない (Dare mo siranai), jelentése: Senki sem tudja) egy 2004-ben bemutatott japán filmdráma, mely 1988-ban megtörtént valós eseményeken alapulva mutatja be négy magára hagyott kisgyermek életét Tokióban.

## Cselekmény
|  | Alább a cselekmény részletei következnek! |

Egy anya négy, nem egy apától származó kisgyermekével (két fiával, Akirával és Sigeruval, valamint két lányával, Kjókóval és Jukival) él együtt. A film elején új lakásba költöznek, azonban a „külvilág” csak a legnagyobb gyermeket látja, a többiek bőröndök belsejében érkeznek meg és a továbbiakban is tilos nekik a lakást elhagyniuk, még az erkélyre sem mehetnek ki. Ennek oka főként az, hogy a társadalom szégyenletes dolognak tartja, ha egy gyerek apja ismeretlen. Így természetesen, bármennyire szeretnének is, iskolába sem járhatnak.
Az anya egyik nap bejelenti, hogy hosszabb időre dolgozni megy Oszakába, a háztartást és a többiekről való gondoskodást pedig nagyfiára, Akirára bízza. Bár elég sok pénzt hagy nekik, sőt, egyszer még haza is látogat és további pénzzel is ellátja őket, az idő múlásával vagyonuk lassan apadni kezd, főként mivel az egyébként lelkiismeretes Akira kísértésbe jön és videójátékokra kezdi költeni, hogy barátaival, akikkel az utcán ismerkedett össze, játszhassanak. Hamarosan azonban a barátai iskolába kezdenek járni és megtagadják a rendetlen házban, számukra már elítélendő körülmények között lakó Akirát. Később már számláikat sem tudják fizetni, így lassan kikapcsolják náluk az áramot és a vizet. Ezután már nem tartják titokban, hogy négyen vannak, elkezdenek kijárni a házból. A parkban, ahol ruháikat mossák, összeismerkednek Szakival, egy iskolás lánnyal, aki valamiért kerüli az iskolát. Őt is befogadják maguk közé.
Egyik nap, amikor Akira nincs otthon (egy baseballedző behívja játszani csapatába, mert nincsenek elegen és látja, hogy Akira az utcáról bámulja őket), Juki, a legkisebb lány felmászik egy székre, hogy valamit elérjen, de leesik róla és meghal. Este testét beteszik ugyanabba a bőröndbe, amiben ideköltözéskor hozták és a repülőtér mellett, amit annyira szeretett volna látni életében, egy füves területen elássák.
|  | Itt a vége a cselekmény részletezésének! |

## Szereplők
- Jagira Júja ... Akira
- Kitaura Aju ... Kjóko
- Kimura Hiei ... Sigeru
- Simizu Momoko  ... Juki
- Kan Hanae ... Szaki
- Jukiko Ehara ... az anya

## Díjak és jelölések
| 2004 | Cannes-i filmfesztivál                  | Legjobb férfiszínész                           | Jagira Júja      | Elnyerte |
| 2004 | Cannes-i filmfesztivál                  | Arany Pálma                                    | Koreeda Hirokazu | Jelölés  |
| 2004 | Chicagói filmfesztivál                  | Arany Hugo                                     | Koreeda Hirokazu | Jelölés  |
| 2006 | Chlotrudis-díj                          | Legjobb rendező                                | Koreeda Hirokazu | Jelölés  |
| 2006 | Chlotrudis-díj                          | Legjobb színészcsoport                         |                  | Jelölés  |
| 2006 | Dallas–Fort Worth-i filmkritikusok díja | Legjobb nem angol nyelvű film                  |                  | Jelölés  |
| 2005 | Fiatal művészek díja                    | Legjobb fiatal színész nemzetközi játékfilmben | Jagira Júja      | Jelölés  |
| 2004 | Genti filmfesztivál                     | Nagydíj                                        | Koreeda Hirokazu | Elnyerte |
| 2006 | Guldbagge-díj                           | Legjobb nem svéd nyelvű film                   |                  | Jelölés  |
| 2004 | Hocsi-filmdíj                           | Legjobb film                                   |                  | Elnyerte |
| 2005 | Japán akadémiai díj                     | Legjobb női mellékszereplő                     | Jukiko Ehara     | Jelölés  |
| 2005 | Jokohamai filmfesztivál                 | Legjobb új tehetség                            | Jagira Júja      | Elnyerte |
| 2005 | Kék Szalag-díj                          | Legjobb film                                   |                  | Elnyerte |
| 2005 | Kék Szalag-díj                          | Legjobb rendező                                | Koreeda Hirokazu | Elnyerte |
| 2005 | Kinema Junpo-díj                        | Legjobb film                                   |                  | Elnyerte |
| 2005 | Kinema Junpo-díj                        | Legjobb női mellékszereplő                     | Jukiko Ehara     | Elnyerte |
| 2005 | Kinema Junpo-díj                        | Legjobb új színész                             | Jagira Júja      | Elnyerte |
| 2005 | Kinema Junpo-közönségdíj                | Legjobb film                                   |                  | Elnyerte |
| 2005 | Mainicsi-filmdíj                        | Legjobb hang                                   | Curumaki Jutaka  | Elnyerte |
| 2005 | Mainicsi-filmdíj                        | Szuponicsi-nagydíj a legjobb új tehetségnek    | Jagira Júja      | Elnyerte |
| 2004 | Santa Fe-i filmfesztivál                | Milagro-díj a legjobb filmnek                  |                  | Elnyerte |
| 2004 | Valladolidi filmfesztivál               | Arany Kalász                                   | Koreeda Hirokazu | Jelölés  |